# 光萼稠李
光萼稠李为蔷薇科李属的植物。分布于不丹、克什米尔地区、印度、阿富汗、尼泊尔、锡金以及中国大陆的西藏等地，生长于海拔2,700米至3,300米的地区，多生在路旁、山坡及次生林内。